# 恰卡
恰卡·祖鲁（约1781年—1828年9月22日）或恰卡·辛赞格科纳（Shaka kaSenzangakhona），又译夏卡、沙卡，非洲祖魯族首領，祖魯王國建立者。
他是辛赞格科纳·贾马的私生子，被父亲放逐。在姆特瓦（Mthethwa）首领丁吉斯瓦約的帮助下，他成为了祖鲁族的首领。后来通过战争，逐步征服了各地部落，建立祖鲁王国。
1827年，他的母亲南蒂病逝，此后他变得越来越残暴。1828年左右，他被同父异母弟弟丁冈和姆兰加诺谋杀，随后丁冈杀死了姆兰加诺，夺取了王位。